# Charlie Mariano
Charlie Mariano, geboren als Carmine Ugo Mariano, (Boston, 12 november 1923 - Keulen, 16 juni 2009) was een Amerikaanse jazzmuzikant.

## Jeugd
Mariano werd geboren als derde en jongste kind van Italiaanse immigranten uit de Abruzzen. Zijn vader was Giovanni Mariano en zijn moeder Maria Di Gironimo Mariano. Hij groeide op met operamuziek, kreeg als kind pianoles en wisselde pas op 17-jarige leeftijd naar saxofoon. Zijn grote voorbeeld in deze tijd was de saxofonist Lester Young. Later raakte Mariano onder de indruk van de speelwijze en sound van Johnny Hodges. Mariano speelde later, beïnvloed door John Coltrane, ook de sopraansaxofoon en was een van de weinige saxofonisten met een zelfstandige en herkenbare speelwijze op dit instrument.

## Carrière
Mariano begon al in 1942 op te treden met professionele showbands. Van 1943 tot 1945 werd hij opgeroepen voor de krijgsdienst, echter niet voor het front, maar uitsluitend in militaire bands. Hij studeerde vanaf 1945 drie jaar muziek aan het Berklee College of Music (toentertijd nog Schillinger House) in Boston, waar hij vanaf 1958 ook onderwees. In 1948 werkte hij samen met Shorty Sherock, daarna met Larry Clinton, Nat Pierce, met wie hij in 1948 opnamen maakte, en in de band van Chubby Jackson en Bill Harris. In 1950 verscheen zijn eerste opname onder zijn eigen naam (Charlie Mariano & his Jazz Group, met Herb Pomeroy en Jaki Byard).
Al in 1952 kwalificeerde de jazzjournalist Nat Hentoff hem als de grootste muzikant van Boston. In 1953 was hij in de band van Chubby Jackson en Bill Harris. Van 1953 tot 1955 speelde hij bij Stan Kenton. Aan de westkust speelde hij van 1956 tot 1958 met Shelly Manne en was hij een van de vooraanstaande leden van zijn formatie Shelly Manne & His Men, waarvoor hij de suite The Gambit (1957) schreef.  In 1958/1959 ging hij weer naar Boston en werkte daar samen met Herb Pomeroy. In 1959 was hij ook weer een half jaar bij Stan Kenton. In november 1959 trouwde hij met de Japanse jazzpianiste Toshiko Akiyoshi, met wie hij in 1960 een eigen kwartet vormde. Het huwelijk werd in 1967 ontbonden. In 1961 en 1963 toerden ze door Japan, waar ze ook even woonden. In 1964 was hun kwartet op een Europese tournee. Mariano trad echter ook op met verdere jazzgrootheden, waaronder Charlie Parker, Dizzy Gillespie en McCoy Tyner. In het bijzonder zijn solo's op de plaatopname van de suite-achtige muziek The Black Saint and the Sinner Lady (1963) van Charles Mingus tonen aan, welke uitdrukkingskracht en intensiteit Mariano op de altsaxofoon kon ontwikkelen.
Van 1966 tot 1967 onderwees hij in opdracht van de USIA leden van het overheids-radio-orkest in Maleisië. Sinds 1971 werkte Mariano hoofdzakelijk in Europa, waar hij zich vooreerst in Nederland en België vestigde. In 1972 was hij in Zürich betrokken bij de productie van het theaterstuk Marat/Sade van Peter Weiss. In 1973 speelde hij mee op Iskander van de groep Supersister. In datzelfde jaar bracht hij vier maanden door in Zuid-India om de daar voorkomende muziek en in het bijzonder het blaasinstrument nagaswaram te bestuderen. Daaruit resulteerden aanhoudende samenwerkingen met zuid-indische muzikanten van onder andere het Karnataka College of Percussion (meerdere tournees, de laatste in 2005). Daarbij concentreerde hij zich enerzijds op de rockjazz, waarin hij elementen van de Zuid-Indische muziek bijvoegde (bij Embryo, vanaf 1972 en in Pork Pie van Jasper van 't Hof, vanaf februari 1974). Anderzijds benadrukte hij, in het bijzonder in eigen bands, maar ook in de band van Eberhard Weber en in samenwerking met Zbigniew Seifert, het lyrische spel. Met de Belgische gitarist Philip Catherine en Jasper van't Hof nam hij in 1979 Sleep My Love op. Mariano behoorde ook tot de oprichtingsleden van het United Jazz and Rock Ensemble, de band van de orkestleiders. Naast vele andere bezettingen, ook met jonge muzikanten, trad hij vaak op als trio met Ali Haurand en Daniel Humair. Sinds zijn samenwerking met de Freiburgse jazzbassist Dieter Ilg voor het album Savannah Samurai (1998) hielden Mariano en Ilg een kamermuzikaal jazzduo in stand.
Niet alleen in de popmuziek heeft hij zijn sporen nagelaten door zijn medewerking aan talrijke albums (bijvoorbeeld van Herbert Grönemeyer, Konstantin Wecker), maar ook in het perspectief van de zogenaamde wereldmuziek bij Rabih Abou-Khalil, met Dino Saluzzi en de Dissidenten. Mariano heeft in totaal meegewerkt aan meer dan 300 platen en cd's.

## Privéleven en overlijden
Met Toshiko Akiyoshi had hij de in 1963 geboren dochter Monday Michiru, een zangeres en actrice. Nadat Mariano voor een langere periode een nomadenleven had geleid tussen de Verenigde Staten, Europa en Azië, woonde hij sinds 1986 in Keulen met zijn derde vrouw, de schilderes en decorontwerpster Dorothee Zippel-Mariano. Charlie Mariano overleed in juni 2009 aan de gevolgen van kanker.

## Discografie
Opnamen onder zijn eigen naam
- 1951-1953: Boston All Stars/New Sound from Boston (OJC)
- 1960: Toshiko Mariano Quartett
- 1963: A Jazz Portrait of Charlie Mariano (Fresh Sound Records)
- 1967: Charlie Mariano: Folk Soul
- 1976: Charlie Mariano: Helen 12 Trees (MPS)
- 1983: Charlie Mariano & Karnataka College of Percussion: Jyothi (ECM)
- 1985: Charlie Mariano Group: Plum Island (Mood)
- 1993: Charlie Mariano & Friends: Seventy (Intuition)
- 1998: Savannah Samurai (Jazzline)
- 1998: Bangalore (Intuition)
- 2000: Tango from Charlie (Enja)
- 2002:  Deep in a Dream  (Enja)
- 2005: Charlie Mariano: When the Sun Comes Out
- 2006: Charlie Mariano: Silver Blue

Albums als co-leader
- 1967: Sadao Watanabe & Charlie Mariano: Iberian Waltz (Denon)
- 1979: Philip Catherine – Charlie Mariano – Jasper van't Hof: Sleep My Love (CMP Records)
- 1984: Shigihara – Mariano – Wells – Küttner: Tears of Sound
- 1990: André Jaume & Charlie Mariano: Abbaye de l’epau
- 1992: Charlie Mariano – Jasper van't Hof: Innuendo (Lipstick)
- 2001: Jasper van't Hof, Charlie Mariano, Steve Swallow: Brutto Tempo
- 2005: Charlie Mariano & Vitold Rek: Cathedral, Vol. 1
- 2005: Charlie Mariano & R. A. Ramamani: Om Keshav
- 2005: Dieter Ilg & Charlie Mariano: Due
- 2006: Mariano-Hübner-Beirach: Beauty
- 2006: Sadao Watanabe: Sadao & Charlie Again
- 2007: max.bab & Charlie Mariano
- 2007: Charlie Mariano & Mike Herting: The Music of Charlie Mariano
- 2007: Charlie Mariano & Quique Sinesi: Ecos Del Alma
- 2007: Charlie Mariano, Johannes Schenk, Ramesh Shotham: The Tamarind Tree
- 2008: Julian F. Thayer, Charlie Mariano, Klaus Suonsaari: The Door Is Open
- 2009: Philip Catherine – Charlie Mariano – Jasper van’t Hof: The Great Concert (Enja Records)

Albums als sideman
- 1963: Charles Mingus: The Black Saint and the Sinner Lady
- 1972: Embryo: We Keep On
- 1974: Pork Pie: Transitory
- 1975: Eberhard Weber: Colours
- 1975: Pork Pie: The Door Is Open
- 1977: United Jazz + Rock Ensemble: Live im Schützenhaus
- 1978: The Rolf Kühn Orchestra: Symphonic Swampfire (MPS, op CD bij Blue Flame)
- 1992: Rabih Abou-Khalil: Blue Camel
- 2000: Johannes Schenk: as time goes B.A.C.H. Vol. 1
- 2003: Thorsten Klentze Quintet feat. Charlie Mariano: Präludium
- 2005: Theo Jörgensmann: Fellowship
- 2005: Susmita Ghosh & Gerald Dorsch: Indian Roots
- 2006: Sabine van Baaren: Whatever Comes
- 2008: Geoff Goodman's Tabla Strings: Song of Nature
- 2008: Alex Riel Quartet: Live at Stars
- 2008: Benjamin Koppel: Blues And Ballads

- Bibsys: 8027758
- Biblioteca Nacional de España: XX4667998
- Bibliothèque nationale de France: cb13897085q (data)
- Gemeinsame Normdatei: 119125099
- International Standard Name Identifier: 0000 0001 1562 1131
- Library of Congress Control Number: n87142054
- MusicBrainz: 9f7f5005-99da-4f89-aae5-4ae58c82d475
- Nationale bibliotheek van Australië: 35372977
- Nationale Bibliotheek van Israël: 987007345778705171
- Nederlandse Thesaurus van Auteursnamen: 09972572X
- Réseau des bibliothèques de Suisse occidentale: 02-A003561782
- Istituto Centrale per il Catalogo Unico: LO1V268796
- SNAC: w6hc3b10
- Système universitaire de documentation: 120875489
- Virtual International Authority File: 22328044
- WorldCat: E39PBJkxKqxVwWBtBxDfmwYpT3